# Prêmio Kolmogorov
O Prêmio Kolmogorov (em russo:  Премия имени А.Н. Колмогорова) é denominado em memória do matemático russo Andrei Kolmogorov e concedido pela Academia de Ciências da Rússia desde 1994 a cada três anos por realizações notáveis no campo da matemática.

## Recipientes
- 1994 Albert Shiryaev
- 1997 Nikolay Nekhoroshev
- 2000 Sergey Nikolsky
- 2003 Anatoli Vitushkin
- 2006 Aleksey Semyonov, Andrew Muchnik
- 2009 Boris Gudevich, Valeriy Oseledets, Anatoly Mikhailovich Stepin
- 2012 Boris Kashin
- 2015 Alexander Borovkov, Anatoli Mogulski
- 2018 Vladimir Bogatschev, Stanislav Schaposchnikov, Andrei Kirillov
- 2021 Aleksandr Vadimovich Bulinskii